# Помяловский, Иван Васильевич
Иван Васильевич Помяловский (16 [28] июня 1845, Санкт-Петербург — 28 сентября [11 октября] 1906, там же) — филолог-классик, археолог, заслуженный профессор, декан историко-филологического факультета Императорского Санкт-Петербургского университета. Основоположник латинской эпиграфики в России. Тайный советник.

## Биография
Родился 16 июня 1845 года в Санкт-Петербурге. В семье священника Василия Григорьевича Помяловского (1810–1866), протоиерея церкви Св. Спиридона Удельного Ведомства. Поступил в 3-й Санкт-Петербургскую гимназию. Уже в детстве проявил способности к языкам и, обучаясь в гимназии,  «изучил наизусть всего Горация».

В 1863 году с золотой медалью окончил гимназию  и осенью того же года поступил на историко-филологический факультет Санкт-Петербургского университета, где он слушал лекции и занимался изучением древних языков. А. С. Будилович, сокурсник И. В. Помяловского по университету, просидевший с ним 4 года на одной скамье, вспоминал: 
«хотя и был тогда очень молод (17–18 лет), поражал всех своей солидностью, уравновешенностью, чрезвычайным трудолюбием, редкими способностями, особенно по древним языкам».
Те же качества Помяловского отмечал и С. Ф. Платонов в своих воспоминаниях: 
«Нельзя забыть того блеска, с каким переводил Катулла Ив. Вас. Помяловский. Он был превосходным переводчиком, комментатором и лектором. Просто, ясно, изящно, научно, деловито и как-то бодро и весело вел свое преподавание. При самом отрицательном отношении к тогдашнему школьному классицизму нельзя было не заинтересоваться и не увлечься Помяловским. Для меня он оказался первым ученым классиком, который в своих геаlіа показал мне возможность восстановления в конкретных и понятных формах быта и культуры»
В 1866 году за сочинение на тему «Римская жизнь по Ювеналу» получил золотую медаль. Окончив университетский курс в мае 1867 года, Помяловский был оставлен при университете, а в декабре того же года ему было поручено преподавать древние языки на двух младших курсах историко-филологического факультета. 
Преподавая латинский язык на I и II курсах историко-филологического факультета, Помяловский обращал главное внимание на самодеятельность студентов, приглашая их переводить и разбирать объясняемых им авторов. Кроме этих упражнений, с которыми параллельно шли переводы с русского на латинский, студенты представляли ему письменные задачи, состоявшие преимущественно в переводах с латинского на русский, и в небольших сочинениях на латинском языке, преимущественно исторического содержания.
В 1868 году И.В.Помяловский был приглашен для упражнения славянских стипендиатов в языках — русском и обоих классических. 
В сентябре 1869 года Иван Васильевич защитил магистерскую диссертацию «Марк Теренций Варрон Реатинский и Меннипова сатира»  и удостоен степени магистра римской словесности. В октябре того же года Помяловский был избран штатным доцентом по этой кафедре и откомандирован за границу для изучения латинской эпиграфики. Первым делом он направился в Германию, в университет города Лейпцига. Там, в Kaiserliches russisches Seminar, под руководством видного филолога-классика профессора Фридриха Ричля прошел фундаментальное обучение по античной эпиграфике.  И только после этого он отбыл в поездку по Италии (Милан, Болонья, Венеция, Флоренция, Рим, Неаполь, Помпеи).  Во время пребывания в Риме Помяловский списал всю ватиканскую galleria Lapidaria.  В частных коллекциях  и государственных музеях Вероны, Венеции, Неаполя, Помпеи и  Рима Помяловский изучал, собирал и копировал древнеиталийские надписи. В результате был собранн обширный научный материал, который включал два больших раздела: 1. Древние  (магические) наговоры (tabulae defixionum) и 2. Римские колумбарии. А озаглавил он свою работу так: «Эпиграфические этюды».
 

В 1873 году И.В.Помяловский возвратился в Петербург.  Результатом его большой работы стала успешная защита докторской диссертации «Эпиграфические этюды».  В научном мире диссертацию И.В.Помяловского специалисты в области классической филологии оценили очень высоко. Поскольку им были не только сняты эстампажи, отделены «написи» поддельные и интерполированные от подлинных, но и рассмотрено внешнее устройство общественных усыпальниц, а вместе с тем и юридическая обстановка этого дела, значение и организация погребальных ассоциаций. Так, по мнению Е. К. Редина, после труда И.В. Помяловского работа Теодора Моммзена о погребальных обществах  «потеряла почти всякое реальное значение»..  Редин считал И.В. Помяловского :
«...одним из первых пионеров русской филологии, сумевших отрешиться от слепого заимствования результатов западной науки и следования им...»
«...Проф. П. – основатель одной из дисциплин классической филологии в русской науке: совместно с проф. Ф. Ф. Соколовым он первый ввел занятия классической эпиграфикой, создал школу эпиграфистов, обогативших нашу литературу ценными исследованиями в этой области...»  — писал Е. К. Редин в той же работе.
«...именно И. В. Помяловский явился, может быть, наиболее типичным и одним из первых представителей той когорты наших выдающихся филологов-классиков, которые, посвятив антиковедению начало и первую половину своей научной карьеры и действительно обогатив отечественное антиковедение своими непреходящими по ценности работами, затем совершили решительный поворот в сторону византиноведения...»
После защиты докторской диссертации  И.В.Помяловского избрали профессором римской словесности в Санкт-Петербургском университете. В этой должности он состоял до 1884 года, когда был утверждён ординарным профессором по кафедре классической филологии. Также он был преподавателем латинского языка в Петербургском историко-филологическом институте.
В 1873 году ему было поручено преподавание римской словесности в Императорском училище правоведения, в старших курсах. В этой должности он был до 1883 года. В сентябре 1873 года избран преподавателем в Императорском историко-филологическом факультете. В декабре того же года избран секретарем Императорского русского археологического общества и оставался в этом звании до 1885 года.
В январе 1874 года назначен постоянно присутствующим членом учебного комитета при Святейшем синоде, а с 1 декабря 1884 года ещё и членом Учёного комитета Министерства народного просвещения.
В 1887 году Помяловский был назначен на должность декана историко-филологического факультета Санкт-Петербургского университета.
В 1890 году Помяловский избран членом-корреспондентом Императорской академии наук, состоял почетным членом Королевского Великобританского исторического общества, Константинопольского филологического силлога, Императорского русского археологического общества любителей древней письменности, нео-филологического сообщества при Санкт-Петербургском университете и Ростовского музея церковных древностей, действительным членом: общества классической филологии и педагогики, Императорского Московского археологического общества, церковно-археологического общества при Киевской духовной академии, Императорского православного Палестинского общества, Одесского общества истории и древностей, Американского философского общества, общества Нестора Летописца, Императорского общества любителей естествознания, антропологии и этнографии при Московском университете, ученых архивных комиссии: Рязанской, Тамбовской, Таврической; членом-корреспондентом Германского археологического института, Американского общества древностей в Филадельфии, нумизматического и антикварного общества там же, Американского антропологического общества.
В апреле — декабре 1890 года исполнял обязанности ректора Санкт-Петербургского университета.
В 1891 году Помяловский был приглашен в комиссию по пересмотру учебных планов и программ преподавания в мужских гимназиях и за труды комиссии удостоился Высочайшего благоволения. В дальнейшем входил в состав Совета министра народного просвещения и Императорской археографической комиссии Министерства народного просвещения.
Похоронен на Смоленском православном кладбище.

## Основные работы
- Помяловский И. В. Марк Теренций Варрон Реатинский и Мениппова сатура. — СПб., 1869.
- Помяловский И. В. Эпиграфические этюды. — СПб., 1873.
- Помяловский И. В. Сборник греческих и латинских надписей Кавказа. — СПб., 1881.
- Помяловский И. В. Храм Тифанитской Дианы. — СПб., 1874.
- Помяловский И. В. Храмовой инвентарь, найденный в Неми. — СПб., 1876.
- Помяловский И. В. Несколько неизданных римских надписей. — СПб., 1876.
- Помяловский И. В. Археологическая находка в Пуатье. — СПб., 1886.
- Помяловский И. В. Исследования в области римско-германской границы. — 1886.
- Житие святого Саввы Освященного, по рукописи Императорского Общества Любителей Древней Письменности. — СПб., 1890.
- Аммония Мниха повесть об отцах, в Синае и Раифе избиенных. — СПб., 1891.
- Житие Кириака Отшельника. — СПб., 1891.
- Житие иже во святых отца нашего Феодора, архиепископа Едисского, по двум рукописям Московской Синодальной библиотеки. — СПб., 1892.

Переводы Помяловского в серии «Палестинский патерик» (издававшейся Императорским Православным Палестинским Обществом в 1885—1916 годах, публиковались жития палестинских святых). Переводы для этого издания после смерти Помяловского делал академик В. В. Латышев (начиная с 12-го вып.).
- Выпуск 1. Житие Преподобного отца нашего Саввы Освященного. — СПб., 1885. — 155 с.; 2-е изд. — 1899.
- Выпуск 2. Житие иже во Святых отца нашего Евфимия Великого. — СПб., 1893 (на обложке год издания 1892). — 108 с.; 2-е изд. — 1898.
- Выпуск 3. Житие иже во Святых отца нашего Иоанна, Епископа и Молчальника. — СПб., 1893. — 29 с.; 2-е изд. 1898.
- Выпуск 4. Житие Преподобного отца нашего Илариона Великого. — СПб., 1893 (на обложке год издания 1894). — 47 с.; 2-е изд. — 1899.
- Выпуск 5. Житие и подвизание иже во Святых отца нашего Порфирия, Епископа Газского. — СПб., 1895. — 79 с.
- Выпуск 6. Житие и подвиги иже во Святых отца нашего и богоносца Герасима Иорданского. — СПб., 1895. — 14 с.; 2-е изд. — 1899.
- Выпуск 7. Житие Преподобного Кириака Отшельника. — СПб., 1895. — 23 с.; 2-е изд. — 1899.
- Выпуск 8. Житие иже во Святых отца нашего Аввы Феодосия Киновиарха. — СПб., 1895. — 94 с.; 2-е изд. — 1899.
- Выпуск 9. Житие и подвизания иже во святых отца нашего Георгия Кипрского, иже в Хузиве. — СПб., 1899. — 70 с.
- Выпуск 10. Житие Преподобного отца нашего Харитона Исповедника. — СПб., 1899. — 25 с.
- Выпуск 11. Житие Преподобного отца нашего Стефана Чудотворца. — СПб., 1900. — 154 с.